# Paul Kozlicek
Paul Kozlicek (ur. 22 lipca 1937 w Wiedniu, zm. 26 listopada 1999 w Sewilli) – austriacki piłkarz grający na pozycji napastnika. W swojej karierze rozegrał 14 meczów w reprezentacji Austrii i strzelił w niej 1 gola. Był bratem Ernsta Kozlicka, także piłkarza i reprezentanta kraju.

## Kariera klubowa
Swoją karierę piłkarską Kozlicek rozpoczął w klubie SC Wacker Wiedeń. W 1954 roku awansował do kadry pierwszego zespołu. W sezonie 1954/1955 zadebiutował w jego barwach w austriackiej Bundeslidze. W sezonie 1955/1956, w którym Wacker wywalczył wicemistrzostwo kraju, stał się podstawowym zawodnikiem. W Wackerze grał do końca sezonu 1958/1959.
Latem 1959 Kozlicek przeszedł do LASK Linz. W sezonie 1961/1962 został wicemistrzem kraju. W sezonach 1964/1965 i 1965/1966 wywalczył z LASK dwa tytuły mistrza Austrii. W tych samych sezonach zdobywał również Puchar Austrii.
W 1965 roku Kozlicek przeszedł do Admira-Energie Wiedeń. Grał do 1971 roku, kiedy to zakończył swoją karierę.
| Sezon   | Klub                  | Kraj    | Rozgrywki  | Mecze | Bramki |
| ------- | --------------------- | ------- | ---------- | ----- | ------ |
| 1954/55 | SC Wacker Wiedeń      | Austria | Bundesliga | 7     | 4      |
| 1955/56 | SC Wacker Wiedeń      | Austria | Bundesliga | 26    | 20     |
| 1956/57 | SC Wacker Wiedeń      | Austria | Bundesliga | 24    | 21     |
| 1957/58 | SC Wacker Wiedeń      | Austria | Bundesliga | 26    | 11     |
| 1958/59 | SC Wacker Wiedeń      | Austria | Bundesliga | 17    | 12     |
| 1959/60 | LASK Linz             | Austria | Bundesliga | 24    | 6      |
| 1960/61 | LASK Linz             | Austria | Bundesliga | 25    | 7      |
| 1961/62 | LASK Linz             | Austria | Bundesliga | 26    | 15     |
| 1962/63 | LASK Linz             | Austria | Bundesliga | 25    | 8      |
| 1963/64 | LASK Linz             | Austria | Bundesliga | 2     | 1      |
| 1964/65 | LASK Linz             | Austria | Bundesliga | 18    | 2      |
| 1965/66 | Admira-Energie Wiedeń | Austria | Bundesliga | 26    | 3      |
| 1966/67 | Admira-Energie Wiedeń | Austria | Bundesliga | 21    | 1      |
| 1967/68 | Admira-Energie Wiedeń | Austria | Bundesliga | 22    | 0      |
| 1968/69 | Admira-Energie Wiedeń | Austria | Bundesliga | 26    | 0      |
| 1969/70 | Admira-Energie Wiedeń | Austria | Bundesliga | 27    | 0      |
| 1970/71 | Admira-Energie Wiedeń | Austria | Bundesliga | 26    | 0      |

## Kariera reprezentacyjna
W reprezentacji Austrii Kozlicek zadebiutował 25 marca 1956 roku w przegranym 1:3 towarzyskim meczu z Francją. W 1958 roku został powołany do kadry na mistrzostwa świata w Szwecji. Na nich rozegrał dwa mecze: ze Związkiem Radzieckim (0:2) i z Anglią (2:2). Od 1956 do 1963 roku rozegrał w kadrze narodowej 14 meczów i strzelił 1 gola.
| Mecze i gole w reprezentacji | Mecze i gole w reprezentacji | Mecze i gole w reprezentacji | Mecze i gole w reprezentacji | Mecze i gole w reprezentacji | Mecze i gole w reprezentacji | Mecze i gole w reprezentacji |
| #                            | Data                         | Stadion                      | Rywal                        | Wynik                        | Gol                          | Rozgrywki                    |
| 1956                         | 1956                         | 1956                         | 1956                         | 1956                         | 1956                         | 1956                         |
| ---------------------------- | ---------------------------- | ---------------------------- | ---------------------------- | ---------------------------- | ---------------------------- | ---------------------------- |
| 1.                           | 25.03.1956                   | Colombes, Francja            | Francja                      | 1:3                          | 0                            | towarzyski                   |
| 2.                           | 15.04.1956                   | Wiedeń, Austria              | Brazylia                     | 2:3                          | 0                            | towarzyski                   |
| 3.                           | 17.06.1956                   | Zagrzeb, Jugosławia          | Jugosławia                   | 1:1                          | 0                            | Puchar Dr. Gerö 1955/57      |
| 1957                         |                              |                              |                              |                              |                              |                              |
| 4.                           | 10.03.1957                   | Wiedeń, Austria              | RFN                          | 2:3                          | 0                            | towarzyski                   |
| 1958                         |                              |                              |                              |                              |                              |                              |
| 5.                           | 23.03.1958                   | Wiedeń, Austria              | Włochy                       | 3:2                          | 1                            | Puchar Dr. Gerö 1955/57      |
| 6.                           | 11.06.1958                   | Borås, Szwecja               | ZSRR                         | 0:2                          | 0                            | MŚ 1958                      |
| 7.                           | 15.06.1958                   | Borås, Szwecja               | Anglia                       | 2:2                          | 0                            | MŚ 1958                      |
| 8.                           | 14.09.1958                   | Wiedeń, Austria              | Jugosławia                   | 3:4                          | 0                            | towarzyski                   |
| 9.                           | 05.10.1958                   | Wiedeń, Austria              | Francja                      | 1:2                          | 0                            | towarzyski                   |
| 1960                         |                              |                              |                              |                              |                              |                              |
| 10.                          | 27.03.1960                   | Wiedeń, Austria              | Francja                      | 2:4                          | 0                            | el. ME 1960                  |
| 11.                          | 01.05.1960                   | Praga, Czechosłowacja        | Czechosłowacja               | 0:4                          | 0                            | towarzyski                   |
| 12.                          | 04.09.1960                   | Wiedeń, Austria              | ZSRR                         | 3:1                          | 0                            | towarzyski                   |
| 1961                         |                              |                              |                              |                              |                              |                              |
| 13.                          | 19.11.1961                   | Zagrzeb, Jugosławia          | Jugosławia                   | 1:2                          | 0                            | towarzyski                   |
| 1963                         |                              |                              |                              |                              |                              |                              |
| 14.                          | 09.06.1963                   | Wiedeń, Austria              | Włochy                       | 0:1                          | 0                            | towarzyski                   |